# 토폴차니구

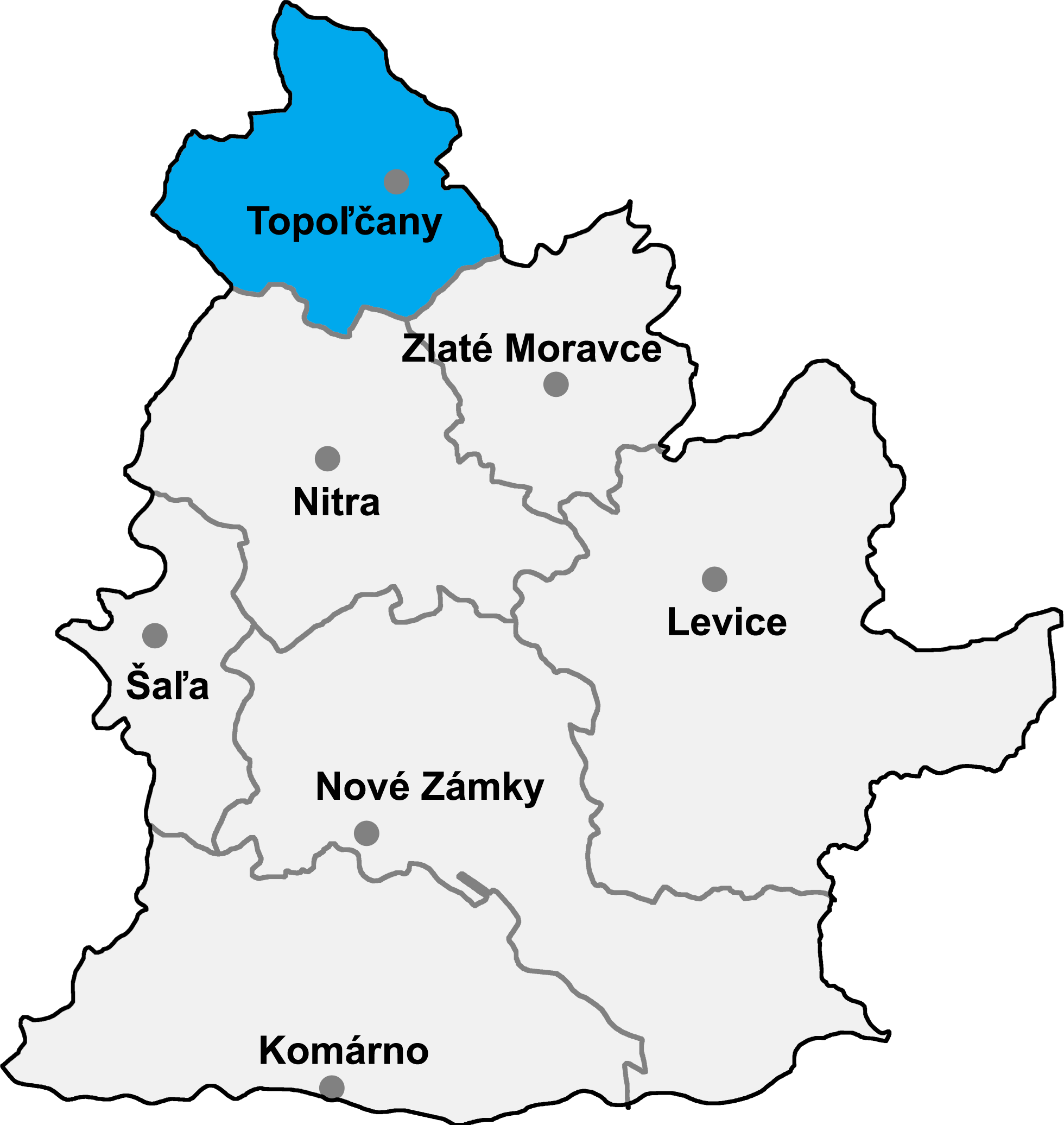
토폴차니구의 위치

토폴차니구(슬로바키아어: Okres Topoľčany)는 슬로바키아 니트라주를 구성하는 7개 구 가운데 하나로 행정 중심지는 토폴차니이며 면적은 597.64km2, 인구는 71,586명(2014년 기준), 인구 밀도는 119.78명/km2이다.
니트라주 북부에 위치하며 54개 지방 자치체(1개 시, 53개 마을)를 관할한다. 남동쪽으로는 즐라테모라우체구, 남쪽으로는 니트라구, 남서쪽으로는 트르나바주 흘로호베츠구, 서쪽으로는 트르나바주 피에슈탸니구, 북쪽으로는 트렌친주 노베메스토나트바홈구, 바노우체나트베브라보우구와 접한다.